# Ольгопольская сельская община
Ольгопольская сельская община (укр. Ольгопільська сільська територіальна громада) – территориальная община на Украине, в Гайсинском районе Винницкой области. Административный центр - село Ольгополь.

Площадь общины – 234,47 км², население – 6002 человека (2025).

## История
Образована 12 июня 2020 указом Кабинета министров Украины путем объединения Березко-Чечельницкого, Демовского, Любомирского, Ольгопольского и Стратиевского сельских советов бывшего Чечельницкого района.

## Населенные пункты
Членами общины являются 5 сел:
- Березки-Чечельницкие
- Демовка
- Любомирка
- Ольгополь (административный центр)
- Стратиевка